# Трофей (військова справа)

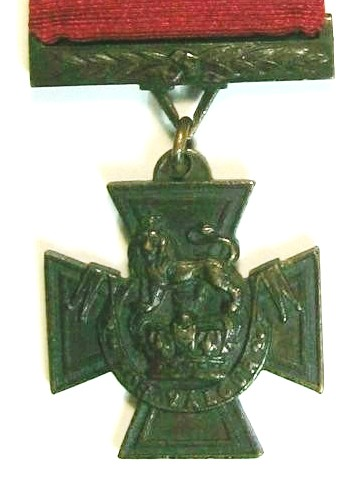
Найпрестижніша військова нагорода Великої Британії за мужність. Ордени Хреста Вікторії виливаються із бронзи двох трофейних китайських гармат, захоплених в росіян під час облоги Севастополя

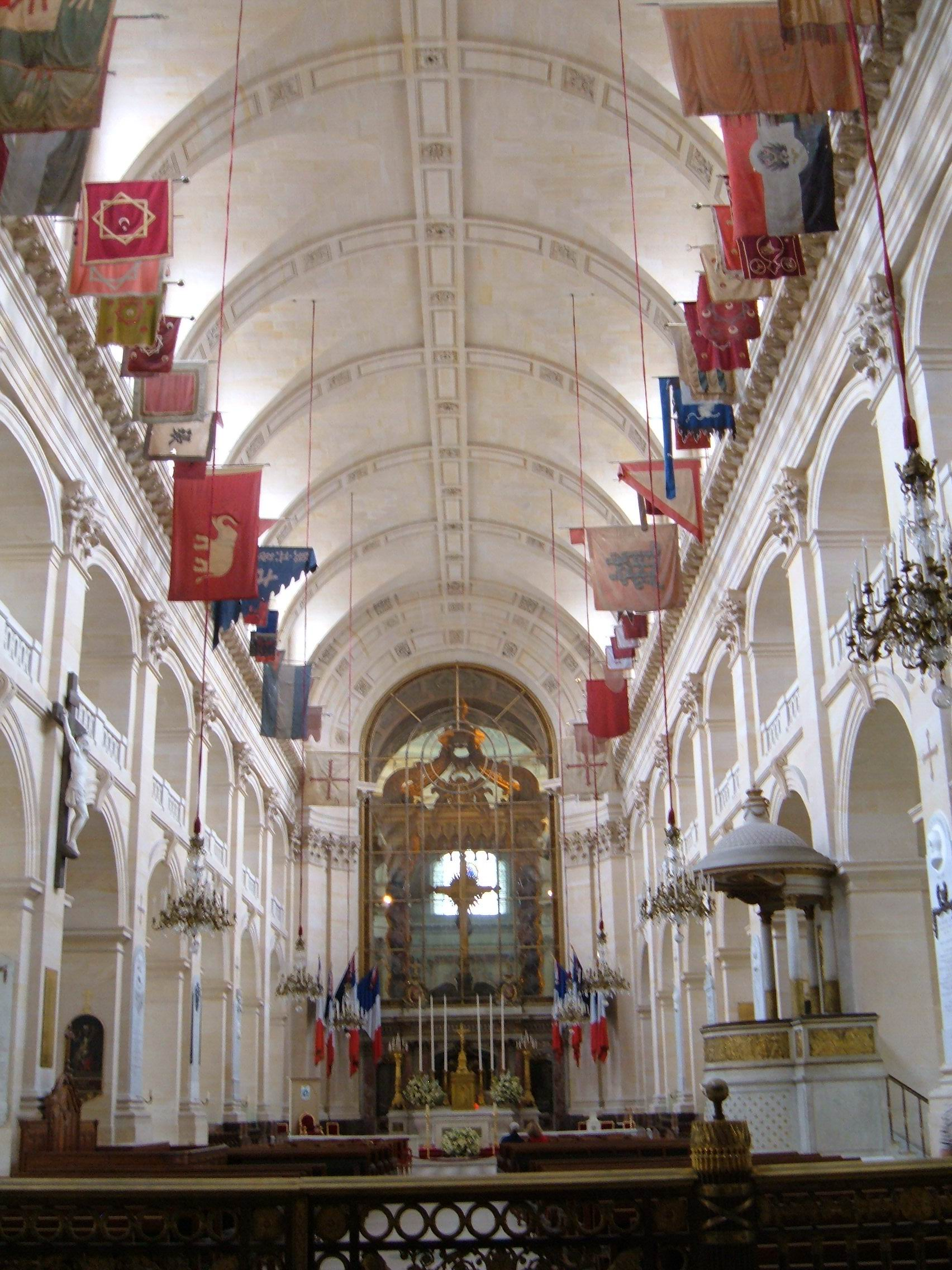
Зала із трофейними бойовим прапорами супротивника у французькому кафедральному соборі при домі інвалідів. 12 вересня 2005

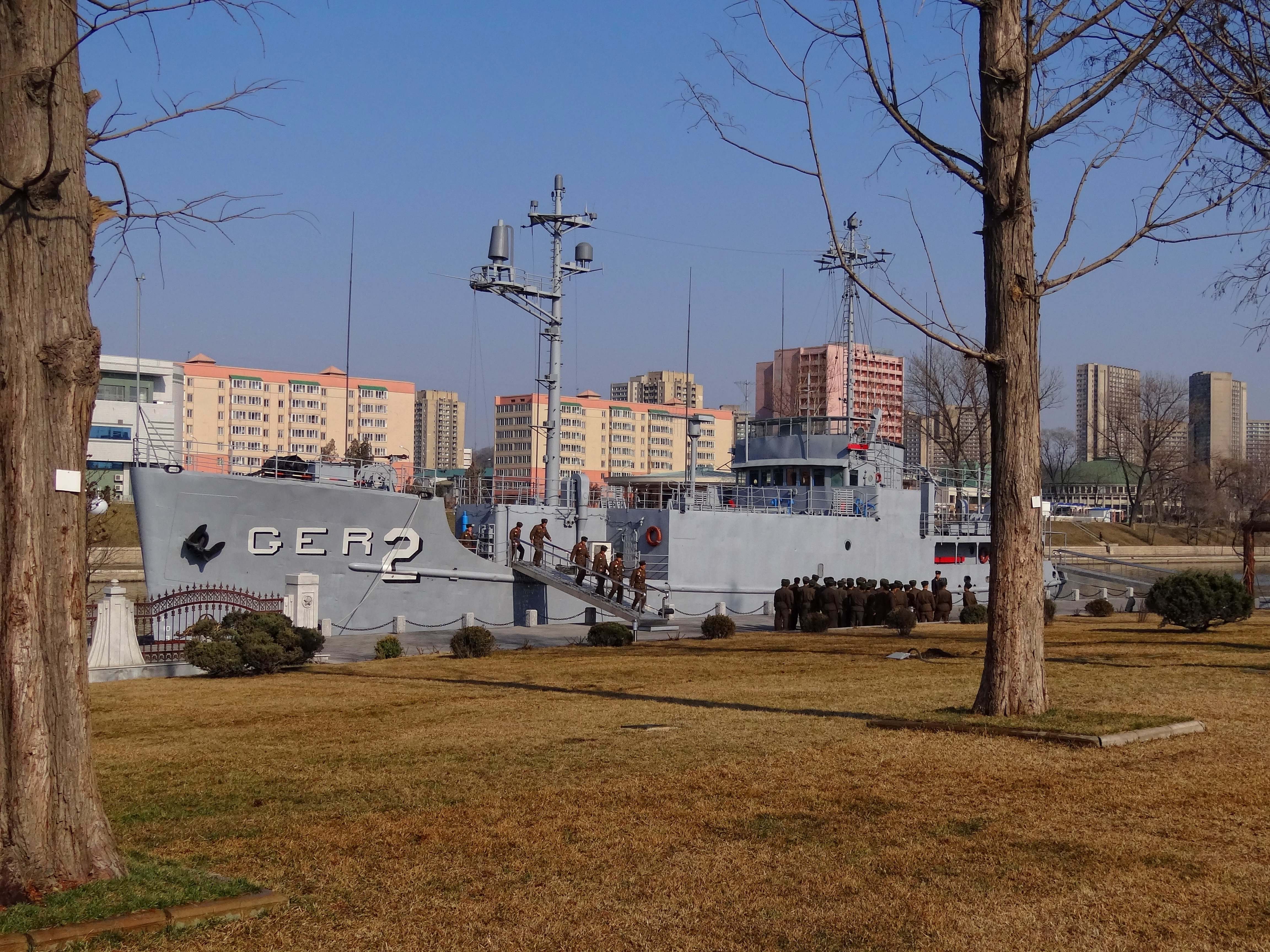
Трофейний американський розвідувальний корабель USS «Пуебло» (AGER-2), що був захоплений корейськими військами у 1968 році, у військовому музеї «Переможної війни за Батьківщину». Пхеньян. Північна Корея. 18 березня 2014

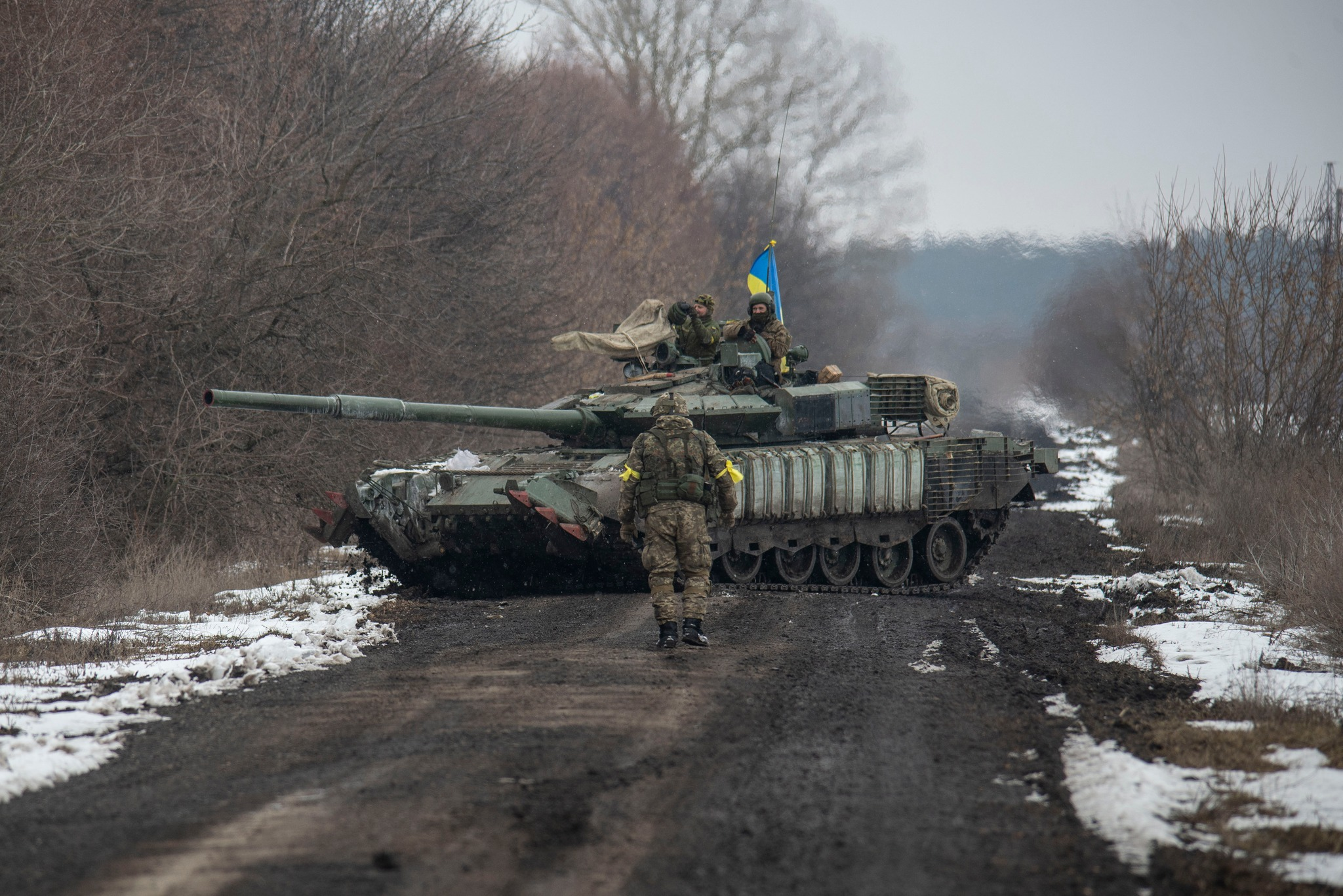
Трофейний російський танк Т-80БВМ, захоплений українськими військами

Трофей (від грец. tropaion — пам'ятник на знак перемоги) або башловка — розподіл військової чи мисливської здобичі; дар від здобичі тому, хто відзначився під час битви.
У військовій справі
1) предмети, захоплені у супротивника на поле битви, що слугують свідченням здобутих перемог. Звичай зберігати докази сміливості, спритності, сили зародився ще в первісному суспільстві. Давні мисливці носили на собі шкури (хвости, кігті, зуби тощо) вбитих ними звірів або птахів. Володіння цими предметами стало визначати положення людини серед членів племені, громади. З появою класів і виникненням війн звичай носити реліквії, що свідчать про перемоги, перейшов до воїнів. З часом назва «трофей» закріпилася за захопленими у противника, або кинутими ним на полі бою або зданими при капітуляції прапорами, військовою технікою (зброя, боєприпаси, транспортними засоби тощо) та іншими матеріальними цінностями. Всі трофеї вважаються власністю держави-переможця і використовуються, як у військових цілях, так і для інших потреб.
Для тимчасового зосередження трофеїв, їх сортування, обліку та вирішення можливості щодо подальшого використання, зазвичай створювалися збірні пункти трофейного майна. Використання трофеїв для забезпечення військ (сил) дозволялося вищим командуванням лише після їх огляду фахівцями (продовольства, фуражу, медикаментів та пального — тільки після лабораторних аналізів). Трофеї, які не були використовувані на місці, евакуювалися в тил. Частина трофейних автомашин і тракторів зверталася на постачання військ; зброя і військова техніка використовувалися також для оснащення формувань. Так, під час звільнення країн Європи переважна більшість трофеїв передавалася визвольним рухам цих країн, а також у господарство країн, що були окуповані: Франції, Данії, Бельгії, Нідерландів, Польщі, Норвегії, Болгарії, Югославії, Угорщини, Румунії, Чехословаччини тощо.
2) пам'ятник на честь здобутої перемоги. Ще за стародавніх цивілізацій, зокрема в давньогрецьких містах-полісах, зародився звичай споруджувати на честь здобутої перемоги особливий пам'ятник. Його називали «Трофей», що буквально означало «пам'ятник на знак примушення ворога до втечі». Він становив собою очищений від гілок і листя стовбур дерева, на якому розвішувалася зібрана на полі бою зброя. Кожен трофей забезпечувався текстом, в котрому оповідалися подробиці битви, перераховувалися імена переможців і переможених і робилася посвята якомусь-небудь божеству. Руйнування таких пам'ятників вважалося блюзнірством, і на це не наважувалися навіть вороги. Якщо перемога була здобута на море, трофеї споруджувалися на найближчому березі, для чого використовувалися частини від кораблів супротивника або цілий захоплений у ворога корабель. Цей звичай у греків перейняли римляни, що почали будувати пам'ятники не в місцях боїв, а в самому Римі. Прикладом таких трофеїв є різні тріумфальні ворота, колони або арки.
Міжнародне гуманітарне право визначає військові трофеї як захоплене у противника озброєння, військову техніку та інше військове майно, яке може використовуватися стороною, що їх захопила. Передбачається, що перед тим, як використовувати військові трофеї, з них необхідно зняти емблеми і знаки противника та встановити власні емблеми (знаки). Визначено, що військові трофеї належать державі, а не окремим військовослужбовцям.